# Paa Kwesi Nduom

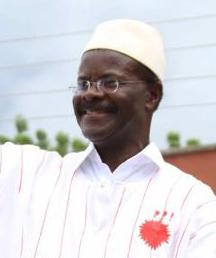
Paa Kwesi Nduom, 2014

Paa Kwesi Nduom (* 15. Februar 1953 in Elmina, Ghana) ist ein führender Politiker in Ghana. In der Regierung von Präsident John Agyekum Kufuor war er zwischen 2005 und dem 31. Juli 2007 Staatsminister für die Reform des öffentlichen Sektors (Minister of State in Charge of Public Sector Reform). In der ersten Amtszeit war Nduom bereits Minister für Energie. Bei den Präsidentschaftswahlen in Ghana 2008 kandidierte er mit geringem Erfolg für die Convention People’s Party.
Nduom wurde in Elmina, in der Central Region Ghanas, geboren. Er besuchte die St. Augustine’s Secondary School in Cape Coast. Aufgrund eines Stipendiums konnte er an der Universität von Wisconsin in den USA studieren und graduierte dort 1975 mit dem Bachelor in Wirtschaftswissenschaften.
Ebenfalls an der Universität von Wisconsin machte er seinen Master in Management und promovierte (Service Delivery Systems, Ph.D.) im Jahr 1982.
Nduom arbeitete von 1975 bis 1978 bei der North Western Mutul Life Insurance Company, (einer Versicherungsgesellschaft) und von 1978 bis 1979 bei der Blue Cross Shield in Wisconsin. Zwischen 1979 und 1981 arbeitete Nduom im Milwaukee Metropolitan Sewage District als Budget and Management Analyst.
Nduom ist Partner bei Deloitte Touche Tohmatsu in den USA.
Er hat das Amt als Staatsminister für die Reform des öffentlichen Sektors inne.